# Dassault Étendard VI
O Dassault Étendard VI foi um caça protótipo francês fabricado pela Dassault e desenvolvido a partir do projeto da série Mystère. Este caça foi apresentado para competir como caça tático padrão para a OTAN mas foi rejeitado em favor do caça Aeritalia G.91.

## Desenvolvimento
Inicialmente conhecido como Mystère XXVI, o Étendard VI era um protótipo de caça leve desenvolvido para a concorrência da OTAN para um novo caça tático a ser utilizado pelas Forças Aéreas dos países membros. A empresa Dassault aproveitou o fato da Força Aérea Francesa ter solicitado ao mesmo tempo o desenvolvimento de um novo caça-bombardeiro e construiu dois protótipos em paralelo de aeronaves, o Mystère XXVI e Mystère XXII. Estes dois protótipos derivavam de um mesmo conceito de design, contendo cada um as variações necessárias para cada potencial cliente.
A aeronave Mystère XXVI foi aceite como um dos candidatos a serem desenvolvidos durante a fase de protótipo em concorrência com os outros protótipos. O Étendard VI voou pela primeira vez no dia 15 de Março de 1957, e apesar de seu desempenho ter se mostrados satisfatórios, estes foram inferiores aos do concorrente Aeritalia G.91 que acabou sendo selecionado como o vencedor da concorrência no ano de 1958.
No desenvolvimento do Étendard em um outro conceito, o Dassault Étendard IV obteve sucesso a serviço da Marinha francesa.